# Margaret Sullavan
Margaret Brooke Sullavan Hancock (Norfolk (Virginia), 16 mei 1909 — New Haven, (Connecticut), 1 januari 1960) was een Amerikaans actrice.

## Biografie

### Jeugdjaren en theatercarrière
Sullavan werd geboren in Norfolk in de Amerikaanse staat Virginia als dochter van de broker Cornelius Sullavan en zijn vrouw Garland Brooke. Tijdens haar jeugd bezocht ze verscheidene privéscholen. Zij behaalde in 1927 haar diploma aan Chatham Episcopal Institute. Hierna verhuisde ze naar Boston, waar ze in het appartement van haar zus introk.
Als kind al was Sullavan lid was van het theater en danste zij in haar vrije tijd. In de zomer van 1928 werd zij lid van het lokale theater University Players. De eigenaar van dat theater nodigde haar persoonlijk uit om bij hem te werken, nadat hij haar stage had zien lopen bij het Copely Theatre. Haar theaterdebuut volgde in 1929, toen ze een rol kreeg in het toerende toneelstuk Strictly Dishonorable. In deze jaren ontmoette ze acteur Henry Fonda, die zelf ook een lid was van University Players. Naar verluidt kregen ze achter de schermen in 1929 al een relatie. Ze trouwden uiteindelijk op 25 december 1931, maar het huwelijk hield niet lang stand. Na twee maanden werd al een scheiding aangevraagd.
In 1931 had Sullavan een interview met Lee Schubert, die toen bezig was met de voorbereidingen van een toneelstuk dat opgevoerd zou worden op Broadway. Hoewel ze tijdens het gesprek griep had, kreeg zij een rol in zijn stuk A Modern Virgin, dat van 20 mei tot en met 5 juli 1931 te zien was met in totaal 53 voorstellingen. Sullavan begon al snel in meerdere toneelstukken op Broadway te verschijnen. Na rollen in If Love Were All, Happy Landing, Chrysalis en Bad Manners, verving ze in 1932 Marguerite Churchill in Dinner at Eight. Het duurde niet lang voordat ze werd opgemerkt door producenten uit Hollywood. Toen haar de hoofdrol werd aangeboden in Only Yesterday, besloot Sullavan naar het westen van het land te verhuizen. Ze tekende een filmcontract bij de filmstudio Universal Pictures, waar ze wekelijks $1.200 kreeg voor een periode van drie jaar.

### Carrière in de film

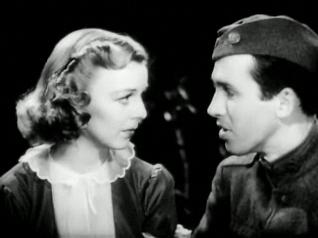
Sullavan met James Stewart

Ze arriveerde op 16 mei 1933, op haar vierentwintigste verjaardag, in Hollywood. Nog in datzelfde jaar was ze op het grote scherm te zien in Only Yesterday. De film maakte onmiddellijk een ster van Sullavan. Al aan het begin van haar filmcarrière werden zij en Katharine Hepburn beschouwd als rivales. Dit kwam voornamelijk omdat ze veel met elkaar gemeen hadden. Daarnaast zou Sullavan regelmatig vrienden van Hepburn verleiden, onder wie Humphrey Bogart en James Stewart Met Stewart had ze van 1932 tot en met 1933 ook een relatie.
De enige echte serieuze relatie in deze periode was echter met regisseur William Wyler. Ze verloofden zich en gaven elkaar op 25 november 1934 het jawoord. Het volgende jaar was ze te zien in zijn film The Good Fairy. Het huwelijk hield echter niet lang stand en de scheiding was rond op 13 maart 1936. In datzelfde jaar was ze voor het eerst naast James Stewart in een film te zien, Next Time We Love. Dit was de laatste film die ze voor Universal Pictures maakte. Haar contract werd beëindigd en Sullavan besloot kort terug te keren naar het theater. Ze maakte tussen oktober 1936 en maart 1937 169 optredens in het Broadwaytoneelstuk Stage Door. De filmversie uit 1937 had echter rivale Katharine Hepburn in de hoofdrol.

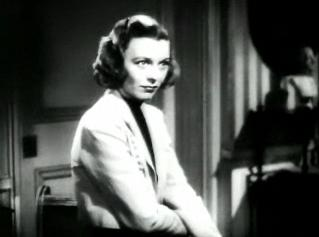
Sullavan in Three Comrades (1938)

Hierna besloot Sullavan weer terug te keren naar de filmindustrie. Ze kreeg een contract bij de filmstudio Metro-Goldwyn-Mayer. De eerste film die ze voor de studio maakte, was Three Comrades (1938). De film was een gewaagde poging van de studio, omdat de nazi's destijds veel macht hadden en de film ze in een negatief daglicht zette. Het bleek echter een groot succes en Sullavan werd genomineerd voor haar eerste en enige Academy Award voor Beste Actrice. Hoewel ze deze verloor van Bette Davis voor haar rol in Jezebel (1938), werd Sullavan een internationale ster. Zo werd ze gekozen als een van de publieksfavorieten voor de rol van Scarlett O'Hara in de opkomende film Gone with the Wind. Ze was een van de eerste actrices die werd overwogen voor de rol, maar was nooit een serieuze kanshebber.

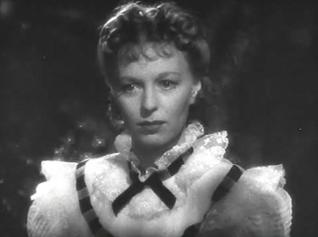
Sullavan in The Shining Hour (1938)

Sullavan trouwde op 26 november 1936 voor de derde maal, ditmaal met de machtige agent en producent Leland Hayward. Op 5 juli 1937 beviel ze van haar eerste dochter, Brooke Hayward. Het koppel kreeg hierna nog twee kinderen: dochter Bridget in 1939 en zoon William Bill in 1942. Sullavan was vastberaden haar kinderen een zo normaal mogelijke jeugd te geven. Hoewel ze tijdens hun jeugd zelf actief bleef in het maken van films, schermde ze haar kinderen af van Hollywood.
Sullavan was in 1938 ook opnieuw naast James Stewart te zien in The Shopworn Angel. Hierin speelde ze een verwende en alcoholistische actrice die valt voor de charmes van een alledaagse burger. Hoewel Sullavans stem al sinds het begin van haar carrière werd geprezen, werden haar muzikale nummers nagesynchroniseerd door zangeres Mary Martin. Ze werd niet veel later persoonlijk door actrice Joan Crawford gevraagd haar tegenspeler te zijn in haar opkomende film The Shining Hour (1938). Hoewel de filmcrew Crawford afraadde Sullivan de rol aan te bieden uit angst dat ze haar zou overschaduwen, was ze vastberaden met haar samen te werken.

### Tegenslagen en overlijden

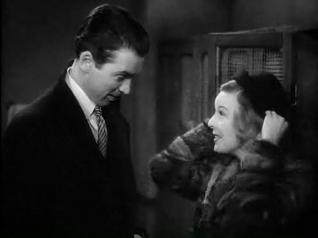
Sullavan in The Shop Around the Corner (1940)

Na haar rol in The Shining Hour werd ze opnieuw tegenover James Stewart gecast in The Shop Around the Corner. Hierin speelde ze Klara Novak, de rol waarvoor ze waarschijnlijk het best herinnerd wordt. Hoewel de film een enorm succes werd, bleef hij onopgemerkt bij de Oscars. Niet veel later was ze wederom naast Stewart te zien in The Mortal Storm (1940). Hierna werd haar contract met MGM verbroken. Sullavan deed een poging een freelance carrière op te bouwen, maar kon na een rol in Cry 'Havoc' (1943) geen werk meer vinden.

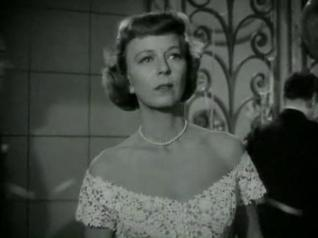
Sullavan in No Sad Songs for Me (1950)

Ook haar privéleven liep niet naar wens. Haar dochter Brooke en zoon Will hadden beiden mentale problemen en moesten in een inrichting geplaatst worden. Toen ook haar huwelijk met Hayward uiteen viel, werd Sullavan depressief. Ze scheidden in 1947 en Sullavan verhuisde hierna meerdere keren. Ze behaalde nog enkele successen in het theater. Zo trad ze van 1943 tot en met 1948 op in het toneelstuk The Voice of the Turtle. Haar persoonlijke problemen hadden echter invloed op haar carrière. Critici spraken alsmaar negatiever over haar acteerprestaties.
In 1950 maakte Sullavan haar laatste filmoptreden in No Sad Songs for Me. In de periode 1952-1956 was ze nog te zien in de toneelstukken The Deep Blue Sea, Sabrina Fair en Janus. Hierna besloot ze met pensioen te gaan. Haar depressie werd alsmaar groter. Ze werd verstoten door haar kinderen Bridget en Bill. Ze sprak na haar pensioen enkel negatief over haar ervaringen met Hollywood en gaf de schuld aan haar filmcarrière dat ze, naar eigen zeggen, had gefaald als moeder. Daarnaast ontwikkelde ze otosclerose, wat erin resulteerde dat ze slechthorend werd. Ze werd op 1 januari 1960 dood aangetroffen in haar appartement. Later werd geconstateerd dat ze zelfmoord had gepleegd via een overdosis barbituraten.

## Filmografie
- Biblioteca Nacional de España: XX4814178
- Bibliothèque nationale de France: cb14044613h (data)
- Gemeinsame Normdatei: 1060078902
- International Standard Name Identifier: 0000 0001 1593 6002
- Library of Congress Control Number: n85296587
- MusicBrainz: f2b4d474-0d5e-439b-ab94-da46847745ea
- Nationale Bibliotheek van Israël: 987007437468305171
- SNAC: w6z03gsr
- Système universitaire de documentation: 069122792
- Virtual International Authority File: 10049795
- WorldCat: E39PBJwtkCQpvVkXMBqv9dRxjC